# 渚のSHOOTING STAR
「渚のSHOOTING STAR」（なぎさのシューティングスター）は、戸松遥の6枚目のシングル。2010年8月4日にミュージックレインから発売された。

## 概要
初回生産限定盤には、ミュージッククリップと2種類のTVスポットを収めたDVDが同梱されている。これまでのシングルと違い、今作はノンタイアップとなっている。PVでは、戸松がウェイトレスに扮している。
2011年1月1日に発売されたライブ・ビデオ『〜Sphere's rings live tour 2010〜』に、本作が収録されている。

## 収録曲
1. 渚のSHOOTING STAR [4:38]
作詞：古屋真、作曲：大隅知宇、編曲：古川貴浩
2. 星のステージ [4:10]
作詞：古屋真、作曲・編曲：古川貴浩
3. 渚のSHOOTING STAR (Instrumental)

DVD（初回生産限定盤のみ）
1. 渚のSHOOTING STAR （Music Clip）
2. 渚のSHOOTING STAR  （TV Spot 15sec+30sec）

## 収録作品

### アルバム
| 発売日            | アルバムタイトル  | 備考                  |
| 渚のSHOOTING STAR | 渚のSHOOTING STAR | 渚のSHOOTING STAR     |
| ----------------- | ----------------- | --------------------- |
| 2013年1月16日     | Sunny Side Story  | 2ndオリジナルアルバム |
| 星のステージ      |                   |                       |
| 2013年1月16日     | Sunny Side Story  | 2ndオリジナルアルバム |

### Blu-ray Disc / DVD
| 発売日            | BD/DVD タイトル                                | 備考                          |
| 渚のSHOOTING STAR | 渚のSHOOTING STAR                              | 渚のSHOOTING STAR             |
| ----------------- | ---------------------------------------------- | ----------------------------- |
| 2011年1月1日      | 〜Sphere's rings live tour 2010〜              | スフィア1作目のライブBD/DVD。 |
| 2012年2月22日     | 戸松遥 first live tour 2011「オレンジ☆ロード」 | ソロ1作目のライブBD/DVD。     |
| 2013年10月30日    | 戸松遥 second live tour 「Sunny Side Stage!」  | 戸松遥2作目のライブ映像作品   |
| 星のステージ      |                                                |                               |
| 2012年2月22日     | 戸松遥 first live tour 2011「オレンジ☆ロード」 | 戸松遥1作目のライブ映像作品   |
| 2013年10月30日    | 戸松遥 second live tour 「Sunny Side Stage!」  | 戸松遥2作目のライブ映像作品   |